# ولی‌الله توکلی طباء زواره
ولی‌الله توکلی طباء زواره (زادهٔ ۱۳۲۶ در اردستان) نمایندهٔ حوزهٔ انتخابیهٔ اردستان در دورهٔ ششم مجلس شورای اسلامی بوده‌است. وی پیش‌تر در دورهٔ پنجم نیز عضو این مجلس بود.